# Chiesa di San Giovanni Battista (Morbegno)
La Collegiata di San Giovanni Battista è una collegiata che sorge a Morbegno risalente ai secoli XVII-XVIII e consacrata a san Giovanni Battista.

## Storia
Sede parrocchiale dal 1560, conserva un reliquiario della Sacra Spina (della corona di Cristo) e le spoglie del beato Andrea Grego da Peschiera. È l'edificio barocco più importante della Valtellina e tra i più interessanti della Lombardia.
L'attuale struttura venne costruita a partire dal 1680, in sostituzione di un precedente edificio religioso cattolico intitolato a San Giovanni Battista e localizzato dove oggi si trova il sagrato. La costruzione della nuova chiesa fu avviata dall'arciprete Giovanni Battista Castelli di Sannazzaro, convinto della necessità di un tempio più grande rispetto al precedente. Fu lo stesso arciprete, il 14 aprile 1680, a posare la prima pietra del nuovo tempio, che venne costruito nel luogo dove si trovavano alcuni prati situati a nord della prima chiesa di San Giovanni. Gli stessi prati erano stati appositamente acquistati dai canonici Luigi Castelli di Sannazzaro, Cesare Parravicini e Giocondo Parravicini, al prezzo di 5013 lire imperiali. Non sono noti i nomi degli architetti, anche se alcuni studiosi ne attribuiscono il progetto a Gerolamo Quadrio.
La costruzione dell'attuale chiesa richiese trentacinque anni di lavoro. Dal 1714 si procedette con il trasloco degli arredi dell'antecedente chiesa cinquecentesca, la quale venne demolita poco alla volta, di pari passo con l'avanzamento del cantiere antistante. Tra le opere provenienti dalla vecchia chiesa si contano - oltre a una statua di Giovanni Angelo Del Maino - le statue dei santi Rocco e Sebastiano della cappella del Carmine, uscite dalla bottega di Pietro Bussolo.
La facciata venne realizzata in due fasi, di cui la prima durò dal 1738 al 1742, mentre la seconda dal 1765 al 1780 (anche se in cima alla facciata è riportato l'anno 1779).
La consacrazione della nuova chiesa avvenne il 24 giugno 1780.

## Descrizione
Orientata nella direzione nord-sud, la chiesa è impostata su una pianta a croce greca, con bracci di lunghezza sostanzialmente pari a 39 m.

### Esterno
La chiesa è caratterizzata dall'importante facciata, anticipata dall'ampio sagrato rialzato con pavimentazione in sampietrini.
Il fronte principale si presenta leggermente concavo a indicare che la chiesa abbraccia e accoglie ogni fedele. In stile barocchetto, la facciata si basa su un progetto attriibuito a Cesare Ligari, ma fu realizzata da Stefano Salterio tra il 1780 e il 1782. 
Al Salterio si devono, tra l'altro, dieci statue che sono distribuite in maniera simmetrica rispetto al centro della facciata. Quattro di queste statue, contenute in rispettive nicchie, raffigurano, rispettivamente:
- a sinistra: l'Assunta (in alto) e san Pietro (in basso);[10][8][11]

- a destra: san Giuseppe col Bambino (in alto) e san Paolo (in basso).[10][8][11].

Due putti, interposti tra le nicchie superiori e il grande finestrone centrale, rappresentano, rispettivamente: la speranza (a sinistra del finestrone) e la fede (a destra). Del Salterio sono anche le quattro statue disposte in corrispondenza dei vertici esterni della facciata, le quali raffigurano, rispettivamente:
- a sinistra: sant'Elisabetta (in basso) e Mosè (in alto);[10][8][11]

- a destra: santa Maria Maddalena (in basso) e il re Davide (in alto)[10][8][11].[7]

Sconosciuto è invece l'autore della statua che, in cima alla facciata, raffigura la redenzione operata da Gesù, tema rappresentato anche dall'Agnus Dei disegnato da Giovan Pietro Romegialli per il medaglione che sovrasta il portale d'ingresso.
Solo sulla carta rimasero invece due campanili che, nel progetto originario, avrebbero dovuto ergersi ai lati della facciata.

### Interno
L'edificio si presenta come un edificio ad aula, con una serie di cappelle laterali che conferiscono al perimetro dell'aula un profilo ellittico polilobato.
L'interno vanta al suo interno opere di rilievo. Tra queste spiccano la Madonna col Bambino e san Filippo Neri del veneziano Giovanni Battista Pittoni del 1740, e altre opere tra cui i trentasei dipinti ovali di cui alcuni del pittore ticinese Giuseppe Antonio Petrini di Carona, La morte di san Giuseppe del milanese Andrea Lanzani e moltissime opere degli artisti valtellinesi Cesare e Pietro Ligari che fanno della collegiata di San Giovanni una vera e propria pinacoteca del Settecento lombardo (nonostante il clamoroso furto di ben 37 dipinti nel marzo del 1993). Pietro Ligari è anche l'autore degli affreschi che, dal 1727, raffigurano nell'abside il santo titolare della chiesa. Allo stesso autore si devono anche due pale d'altare sui temi della Deposizione di Gesù (1736) e della Pentecoste (1733). La presenza di numerose opere dell'artista, hanno portato la chiesa alla definizione di “tempio ligariano”. Gli affreschi che ornano le cappelle di San Giuseppe e della Madonna del Carmine sono opera del Gianolo, mentre quelli conservati nella sacrestia maggiore sono attribuiti a Pietro Bianchi detto il Bustino. Il Petrini è invece l'autore del quadro che, in sacrestia, raffigura un miracolo di san Vincenzo Ferreri (1750-1751).
Tra le sculture vanno segnalate gli angeli oranti ai lati dell'altare maggiore opera di Elia Vincenzo Buzzi (attivo anche nel Duomo di Milano). Chiude l'elenco una statua della Madonna di Giovanni Angelo Del Maino recentemente ritrovata: la scultura faceva parte di un Compianto commissionato a Del Maino da Giovanni Maria Rusca nel 1518 e successivamente andato perduto.
La collegiata conserva alcune reliquie: la Sacra Spina, donata dal vescovo morbegnese Feliciano Ninguarda, le spoglie terrene del Beato Andrea da Peschiera conosciuto come l'apostolo della Valtellina e il corpo di  santa Costantina. Da segnalare il ricco patrimonio di arredi liturgici, argenteria sacra, stendardi settecenteschi e paramenti. Durante la Settimana santa particolari tradizioni vengono perpetuate grazia anche alla presenza di due storiche confraternite (Santissimo Sacramento e dell'Assunta già dei Battuti) che allestiscono al centro della grande aula un grande catafalco ligneo barocco sul quale deporre l'urna del Cristo deposto.